# Albert Norberg
Johan Albert Norberg, född den 23 september 1867 i Nottebäcks församling, Kronobergs län, död den 6 mars 1933 i Västerås, var en svensk ämbetsman.
Norberg blev student vid Uppsala universitet 1887 och avlade hovrättsexamen där 1892. Han blev landskanslist i Kronobergs län 1895, länsnotarie där 1905, landssekreterare i Norrbottens län 1913 och i Västmanlands län 1923. Norberg blev riddare av Nordstjärneorden 1919 och kommendör av andra klassen av samma orden 1928.